# Pseudoleskea semensis
Pseudoleskea semensis är en bladmossart som beskrevs av Georg Friedrich von Jaeger 1878. Pseudoleskea semensis ingår i släktet Pseudoleskea och familjen Leskeaceae. Inga underarter finns listade i Catalogue of Life.